# Círculo de Ford

Círculos de Ford. Cada uno de estos círculos se apoya sobre un número racional - una fracción. Los círculos oscuros corresponden a las fracciones 0/1, 1/1, 1/2, 1/3, 2/3, 1/4, 3/4, 1/5, 2/5, 3/5 y 4/5. Cada círculo es tangente a la recta real y a los círculos vecinos. Las fracciones irreducibles con el mismo denominador tendrán círculos del mismo tamaño.

En matemáticas, un círculo de Ford es un círculo centrado en {\displaystyle \left({\frac {p}{q}},{\frac {1}{2q^{2}}}\right)} y con radio {\displaystyle {\frac {1}{2q^{2}}}}, donde {\displaystyle {\frac {p}{q}}} es una fracción irreducible, es decir, p y q son números enteros primos entre sí.

## Historia
Los círculos de Ford reciben el nombre del matemático estadounidense Lester R. Ford, Sr., quien los describió en un artículo en American Mathematical Monthly en 1938, volumen 45, número 9, páginas 586-601.

## Propiedades
El círculo de Ford asociado a la fracción p/q se denota como C[p/q] o C[p, q]. Existe un círculo de Ford asociado a cualquier número racional. Es más, se puede considerar que la recta y = 1 es un círculo de Ford, concretamente el asociado con el infinito, el caso en que p = 1 y q = 0.
Dos círculos de Ford distintos son, o bien disjuntos o bien tangentes entre sí, pero el interior de un círculo de Ford no puede intersecar con el interior de otro círculo de Ford a pesar de que haya un círculo de Ford tangente al eje horizontal en cada uno de sus puntos de coordenada racional. Si p/q está entre 0 y 1, los círculos de Ford que son tangentes a C[p/q] son precisamente aquellos que están asociados con las fracciones que son la anterior o posterior a p/q en una sucesión de Farey determinada.
También se puede pensar en los círculos de Ford como curvas en el plano complejo. El grupo modular Gamma de transformaciones del plano complejo lleva círculos de Ford a otros círculos de Ford.
Interpretando la mitad superior del plano complejo como un modelo del plano hiperbólico (el modelo de semiplano de Poincaré), los círculos de Ford también se pueden interpretar como una teselación del plano hiperbólico mediante horociclos. Dos círculos de Ford cualesquiera son congruentes en la geometría hiperbólica. Si C[p/q] y C[r/s] son círculos de Ford tangentes entre sí, entonces el semicírculo que une (p/q, 0) con (r/s, 0) que es perpendicular con el eje x es una recta hiperbólica que también pasa por el punto donde los dos círculos son tangentes entre sí.
Los círculos de Ford son un subconjunto de los círculos presentes en el círculo de Apolonio generado por las rectas y = 0 e y = 1 y el círculo C[0/1].

## Área total de los círculos de Ford
Existe una relación entre el área total de los círculos de Ford, la función φ de Euler y la función zeta de Riemann.
Como ningún círculo de Ford interseca a ningún otro, se sigue inmediatamente que el área total de los círculos de Ford,
{\displaystyle \left\{C[p,q]:0\leq {\frac {p}{q}}<1\right\}},
es menor que 1. De hecho, el área total se puede expresar por una suma convergente que puede ser evaluada.
Aplicando la definición, el área es igual a:
{\displaystyle A=\sum _{q\geq 1}\sum _{(p,q)=1 \atop 1\leq p<q}\pi \left({\frac {1}{2q^{2}}}\right)^{2}.}
Al simplificar esta expresión, se obtiene:
{\displaystyle A={\frac {\pi }{4}}\sum _{q\geq 1}{\frac {1}{q^{4}}}\sum _{(p,q)=1 \atop 1\leq p<q}1={\frac {\pi }{4}}\sum _{q\geq 1}{\frac {\varphi (q)}{q^{4}}}={\frac {\pi }{4}}{\frac {\zeta (3)}{\zeta (4)}},}
donde la última igualdad refleja la función generatriz de Dirichlet de φ(q). Como ζ(4) = π 4/90, se obtiene:
{\displaystyle A={\frac {45}{2}}{\frac {\zeta (3)}{\pi ^{3}}}\approx 0.872284041.}
Esta suma fue comentada en el grupo de noticias es.ciencia.matematicas.